# قاسم ملحو
قاسم محمود ملحو (5 فبراير 1968 -) هو ممثل سوري. من مواليد حلب، وهو زوج الممثلة آمال سعد الدين.

## حياته ومسيرته
ولد قاسم في مدينة حلب ودرس فيها بعد نيله شهادة الثانوية ، فتوجه لدمشق والتحق بالمعهد العالي للفنون المسرحية و استقر بالعاصمة منذ دخوله المعهد سنة 1988 وسنة 1989، فتخرج من المعهد بقسم التمثيل في عام 1993، بدأ حياته الفنية في الدوبلاج الرسوم المتحركة والمسرح وأول دور تلفزيوني له كان في مسلسل تل الرماد.

## أعماله

### من المسلسلات
- تل الرماد
- حزم الضامي
- الموت القادم إلى الشرق  - بدور أوس بن الأكرم
- رمح النار
- العوسج
- تلك الأيام
- مغامرات صيفية
- سيف بن ذي يزن - بدور مسروق
- ياقوت الحموي
- عذراء الجبل
- الأوائل
- الطريق الوعر
- خلف القضبان
- القائد نعمان
- الخوالي
- الطريق إلى كابل
- خان الحرير
- أزواج
- الذخائر
- الفوارس
- عمر الخيام
- الظاهر بيبرس
- أسياد المال
- بقعة ضوء
- حكايا وخفايا
- بيت العز - بدور الشيخ وحيش
- غزلان في غابة الذئاب
- الانتظار - بدور فاضل
- زمن الخوف
- عنترة  - بدور زهير بن جذيمة العبسي
- سفر الحجاره - بدور خلدون
- فنجان الدم
- الدبور
- البقعة السوداء
- عمر بن الخطاب - بدور عمر بن العاص
- إمام الفقهاء
- قمر الشام - بدور واوي
- بواب الريح.
- عطر الشام - بدور أبو الرجا
- ضبّو الشناتي - بدور يعقوب
- الامام  - بدور أحمد بن أبي دؤاد
- روزنا - بدور بكري
- باب الحارة - بدور أبو مشعل
- لعنة الطين - بدور طلال
- العميد - بدور هيثم
- بروكار  - بدور هنائي
- حرملك 2 - بدور يغمور
- بروكار ج2 - بدور هنائي السنانيري

### فيالمسرح
- النو
- تقاسيم على العنبر
- جنكيز خان
- هاملت بلا هاملت
- يوم من زماننا
- نبوخذنصر
- بئر القديسين
- الديك
- عشاء الوداع

### في الإذاعـة
- شخصيات روائية
- ظواهر مدهشة
- خزانة العرب
- قمر الغابات
- زواريب

### فيالسينما
- باب الشمس
- حدوتة المطر
- خلل
- مطر ايلول
- خورفكان

### في الدوبلاج
| الشخصية                    | المسلسل                | ملاحظات              |
| -------------------------- | ---------------------- | -------------------- |
| سعدون                      | سونيك القنفوذ السريع   | (الجزء الأول)        |
| جهاد                       | الضربة الصاعقة         |                      |
| والد تشيكو                 | مسرح الحياة            |                      |
| جمال سرحان                 | هجوم كابتن ثابت        |                      |
| أدوار متعددة               | فلينستون               | (الجزء الأول)        |
| دالسيم                     | المدافعون              |                      |
| ربحي                       | عالم الديناصورات       |                      |
| المفتش ميغوري              | المحقق كونان           | (الجزء 1و 2 و نصف 3) |
| مراسم ، فهيم               | بابار                  |                      |
| سبيد                       | الأميرة الجميلة        |                      |
| ماهر                       | شوت                    |                      |
| جيمس غوردون , أدوار متعددة | باتمان                 | (الجزء الأول)        |
| أدوار متعددة               | مغامرات سلفستر وتويتي  |                      |
| أدوار متعددة               | زورو                   |                      |
| اباكس                      | كابتن سيميان           |                      |
| بينكي                      | الضاحكون               |                      |
| كليف                       | كليف هانجر             |                      |
| توبياس                     | بنات الميتم            |                      |
| كوسوكي                     | إيروكا                 |                      |
| الراوي ، زهير              | كو: زائر من المحيط     |                      |
| تيمور                      | فرسان الأرض            |                      |
| جيني ريودان                | القناص                 |                      |
| دي جي                      | لوني تونز: باك إن أكشن |                      |
| يان                        | السيف والرقعة الحاسمة  |                      |
| جيانكارلو                  | مستر نايس جاي          |                      |
| القائد بركوم               | سيف النار              |                      |
| تينزين                     | شينوبي                 |                      |
| غريد                       | بلاك كات               |                      |
| الرجل الثامن               | الرجل الثامن           |                      |
| هيجي                       | قتال الطيف             |                      |
| بولوت                      | وادي الذئاب            | (الجزء الثالث)       |

## وصلات خارجية
- قاسم ملحو على موقع IMDb (الإنجليزية)
- قاسم ملحو على موقع قاعدة بيانات الأفلام العربية
- قاسم ملحو على موقع كينوبويسك (الروسية)

لا توجد روابط لمواقع التواصل الاجتماعي.